# The Settlers II
The Settlers II: Veni, Vidi, Vici (original Tysk titel: Die Siedler II: Veni, Vidi, Vici) er et real-time strategy computerspil, udgivet af Blue Byte Software i 1996. Selve spilletes gameplay er temmelig ens med forløberen, The Settlers, omend med en romersk tema og forbedret grafik. Det er det andet spil i The Settlers serien. Selve spillets popularitet gjorde at Blue Byte udviklede en remake, The Settlers II 10th Anniversary til Windows og Nintendo DS port.